# Гуалалаї
Гуалалаї (англ. Hualālai) — діючий вулкан на острові Гаваї. Його вершина 2 521 м над рівнем морем. Гуалалаї розташований між гір Мауна Кеа та Мауна Лоа.
На південно-західному схилі Гуалалаї розташовано місто Кайлуа Кона. У цьому регіоні вирощують каву сорту Кона.
Хоч Гуалалаї не такий активний як Мауна Лоа або Кілауеа, останнє геологічне дослідження показало, що 80% поверхні вулкана покрито лавою, вік якої не старший за 5 000 років.